# Nowiny-Rososz
Nowiny-Rososz (dawn. Rososz-Nowiny) – część wsi Leopoldów w Polsce położona w województwie lubelskim, w powiecie ryckim, w gminie Ryki.
W latach 1975–1998 część wsi należała administracyjnie do województwa lubelskiego.